# Paolo Sardi
Paolo Sardi (Ricaldone, 1º settembre 1934 – Roma, 13 luglio 2019) è stato un cardinale e arcivescovo cattolico italiano.

## Biografia
Nacque a Ricaldone, in provincia di Alessandria e diocesi di Acqui, il 1º settembre 1934.
Fu ordinato sacerdote il 29 giugno 1958.
Si licenziò in Diritto canonico e laureato in Giurisprudenza all'Università Cattolica del Sacro Cuore.
Il 10 dicembre 1996 fu nominato nunzio apostolico con incarichi speciali e, nel contempo, arcivescovo titolare di Sutri; fu consacrato nella Basilica di San Pietro il 6 gennaio 1997 da papa Giovanni Paolo II, co-consacranti l'arcivescovo Giovanni Battista Re e l'arcivescovo Myroslav Marusyn.
Il 23 ottobre 2004 fu nominato vice camerlengo della Camera Apostolica, succedendo nell'incarico all'arcivescovo Ettore Cunial, dimessosi per raggiunti limiti di età. Il 22 gennaio 2011 gli succedette nell'incarico l'arcivescovo Santos Abril y Castelló.
Dal 6 giugno 2009 fu pro-patrono del Sovrano Militare Ordine di Malta.
Il 20 novembre 2010 papa Benedetto XVI lo nominò cardinale diacono di Santa Maria Ausiliatrice in via Tuscolana e il 30 dello stesso mese patrono del Sovrano Militare Ordine di Malta.
Il 1º settembre 2014 compì 80 anni ed uscì dal novero dei cardinali elettori.
L'8 novembre 2014 si dimise per raggiunti limiti di età dall'incarico di patrono del Sovrano Militare Ordine di Malta; gli succedette il cardinale Raymond Leo Burke, fino a quel momento prefetto del Supremo Tribunale della Segnatura Apostolica.
Morì al Policlinico Agostino Gemelli di Roma il 13 luglio 2019 all'età di 84 anni dopo una breve malattia. Il 15 luglio, alle ore 10.30, all'altare della Cattedra della basilica di San Pietro, si tennero le solenni esequie presiedute dal cardinale Tarcisio Bertone, S.D.B.. Al termine della celebrazione eucaristica papa Francesco presiedette il rito dell'ultima commendatio e della valedictio; la salma venne poi tumulata nella tomba di famiglia del suo paese natale a seguito di due successive messe funebri tenutesi presso la cattedrale dell'Assunzione di Maria Vergine ad Acqui Terme e nella chiesa parrocchiale di Ricaldone.

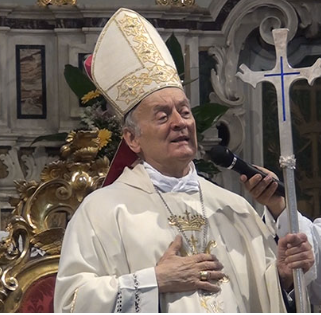
Il cardinale Sardi durante una celebrazione ad Agnone

## Genealogia episcopale
La genealogia episcopale è:
- Cardinale Scipione Rebiba
- Cardinale Giulio Antonio Santori
- Cardinale Girolamo Bernerio, O.P.
- Arcivescovo Galeazzo Sanvitale
- Cardinale Ludovico Ludovisi
- Cardinale Luigi Caetani
- Cardinale Ulderico Carpegna
- Cardinale Paluzzo Paluzzi Altieri degli Albertoni
- Papa Benedetto XIII
- Papa Benedetto XIV
- Papa Clemente XIII
- Cardinale Enrico Benedetto Stuart
- Papa Leone XII
- Cardinale Chiarissimo Falconieri Mellini
- Cardinale Camillo Di Pietro
- Cardinale Mieczysław Halka Ledóchowski
- Cardinale Jan Maurycy Paweł Puzyna de Kosielsko
- Arcivescovo Józef Bilczewski
- Arcivescovo Bolesław Twardowski
- Arcivescovo Eugeniusz Baziak
- Papa Giovanni Paolo II
- Cardinale Paolo Sardi